# Conselho Estadual de Saúde (Bahia)
O Conselho Estadual de Saúde da Bahia (CES) é um órgão colegiado integrante da estrutura administrativa da Secretaria Estadual de Saúde da Bahia (SESAB). Foi criado pela Lei estadual nº 6.074, de 22 de maio de 1991, e atualmente se encontra regulamentado pela Lei estadual nº 12.053, de 07 de janeiro de 2011.

## Finalidade e objetivos
O CES é órgão colegiado que possui atribuições deliberativas e fiscalizatórias que busca oportunizar a participação social e cidadã na gestão das instituições públicas integrantes do Sistema Único de Saúde (SUS) na Bahia. Ele possui como finalidade a atuação "na formulação de estratégias e propostas da política estadual de saúde e no controle da sua execução, inclusive quanto aos seus aspectos econômicos e financeiros". 
Entre as atribuições administrativas do CES, destacam-se o exercício da fiscalização e acompanhamento do desenvolvimento das ações e dos serviços de saúde realizados no estado da Bahia; participar da formulação e controle da execução da política de saúde, inclusive fiscalizando a sua aplicação nos setores público e privado; além de discutir e aprovar o Plano Estadual de Saúde e sua revisão periódica.

## Composição
O CES é um órgão colegiado que integra formalmente a estrutura governamental da administração direta, como é a característica de todos os órgãos colegiados, porém que possui uma composição paritária é mista, sendo formado por 64 integrantes (32 conselheiros titulares e seus 32 suplentes), com um mandato de dois anos, abarcando representantes do governo, prestadores de serviços, trabalhadores da saúde e usuários do Sistema Único de Saúde (SUS) e cujo presidente é eleito pelos próprios conselheiros, os quais são eleitos pelos segmentos sociais representados ou nomeados pelos representantes de entidades governamentais.

### Coordenação Executiva
A Coordenação Executiva atual do CES, relativa ao biênio de 2021 à 2023, é composta pelos seguintes integrantes:
- Presidente: Marcos Sampaio (Fórum Pensar Saúde)[4];
- Vice-presidente: Roberta Santana (SESAB);
- Secretário Geral: Victor Barbosa (Conselho Regional de Fonoaudiologia da 4ª Região - CREFONO4);
- Secretário Adjunto: José Vasconcelos ( Ass. Pacientes Crônicos Renais - ASDEPACRE/BA).